# Zhao Xijin
Zhao Xijin (赵喜进) és un paleontòleg xinès que ha anomenat nombrosos dinosaures. Actualment és professor a l'Institut de Paleontologia de Vertebrats i Paleoantropologia de Pequín.

## Llista de dinosaures anomenats
- Chaoyangsaurus (1983)
- Chinshakiangosaurus (1986)
- Dachongosaurus (1986)
- Damalasaurus (1986)
- Klamelisaurus (1993)
- Kunmingosaurus (1986)
- Lancangjiangosaurus (1986)
- Megacervixosaurus (1983)
- Microdontosaurus (1983)
- Monkonosaurus (1990)
- Monolophosaurus (amb P. Currie, 1994)
- Ngexisaurus (1983)
- Sangonghesaurus (1983)
- Sinraptor (with P. Currie, 1993)
- Oshanosaurus (1986)
- Xuanhuasaurus (1986)

També va anomenar la família mamenxisàurids (amb Young Chung Chien, 1972).